# Johann Christoph Bohl

Dissertatio epistolica, 1744

Johann Christoph Bohl (auch: Bohlius, Bohle; * 16. November 1703 in Königsberg (Preußen); † 29. Dezember 1785 ebenda) war ein deutscher Mediziner.

## Leben
Bohl hatte sich am 25. September 1719 an der Universität Königsberg immatrikuliert um ein Studium der medizinischen Wissenschaften zu absolvieren. Seine Studien hatte er an der Universität Leipzig fortgesetzt. Am 20. September 1725 immatrikulierte er sich an der Universität Leiden, wo er Schüler des berühmten Herman Boerhaave wurde, sowie ein Studienkollege des Albrecht von Haller. Er promovierte dort am 26. Juli 1726 mit der Dissertation „de morsu“ zum Doktor der Medizin. Danach hat er sich vier Jahre in Amsterdam bei dem niederländischen Anatom Frederik Ruysch aufgehalten. Über Berlin reisend gelangte er am 15. August 1730 wieder in Königsberg an. Wahrscheinlich hatte er sich in Königsberg als praktischer Arzt betätigt und wurde 1734 samländischer Physikus.
Am 16. Mai 1741 wurde er in die medizinische Fakultät der Königsberger Hochschule aufgenommen, hielt am 14. August seine pro loco Disputation summo cum adplausu und wurde am 23. September 1741 zweiter ordentlicher Professor der Medizin und damit verbunden königlicher preußischer Leibarzt. Nach dem Tod von Melchior Philipp Hartmann übernahm er 1766 die erste ordentliche Professur und war damit Beisitzer im Königsberger Sanitätskollegium geworden. Bohl ist als Förderer Immanuel Kants bekannt, den er auch finanziell während seiner Zeit am Collegium Fridericianum unterstützte. Zudem beteiligte sich Bohl auch an den organisatorischen Aufgaben der Königsberger Hochschule und war in den Wintersemestern 1741/42, 1745/46, 1749/50, 1753/54,1757/58, 1761/62, 1765/66 1769/70 und 1773/74 Rektor der Alma Mater.

## Werke
- Fr. Ruyschii observat. anat. de musculo in fundo uteri detecto; latinitate donata. Amsterdam 1726
- Diss. epistolica ad Ruyschium, de usu novarum cavae propaginum in systemate chylopoeo. Amsterdam 1727
- Medicamenta lithontriptica anglicana revisa.Königsberg 1741
- Diss. exhibens medicamenta lithotriptica Anglicana revisa. Königsberg 1741
- Diss. sistens historiam naturalem viae lacteae corporis humani, per extispicia animalium olim detectae, nunc insolito ductu chylifero genuino auctae, cum notis criticis necessariisque commentariis ad placita Ruyschiana et Boerhaviana. Königsberg 1741
- Diss. super nervorum actione ex collisione. Königsberg 1762
- Progr. de insensibilitate tendinum. Königsberg 1764
- Progr. de virium corporis humani scrutinio medico. Königsberg 1766
- Von der nöthigen Vorsichtigkeit bey denen in lebendigen Geschöpfen anzustellenden Erfahrungen von der Unempfindlickkeit der Sehnen. Königsberg 1767
- Progr. de lacte aberrante. Königsberg 1772